# Miami Beach
Miami Beach ist eine sehr dicht besiedelte Stadt im Miami-Dade County im US-Bundesstaat Florida mit 82.890 Einwohnern (Stand: 2020).
In Miami Beach befinden sich hunderte von Hotels, Ferienhäusern, Restaurants und Nachtclubs. Gut verdienende Personen, wie beispielsweise einige Filmstars, haben sich hier Appartements gekauft. Hauptattraktion von Miami Beach ist das Art-déco-Viertel von South Beach und der sehr lange, den Hotels vorgelagerte, Sandstrand, der die gesamte östliche Grenze der Stadt bildet.

## Geographie
Miami Beach befindet sich auf einer langgestreckten Insel zwischen der Biscayne Bay und dem Atlantischen Ozean. Die Stadt stellt eine principal city der Metropolregion Miami dar. Das Stadtgebiet reicht von der Südspitze bis zur 87. Straße, umfasst also nicht die gesamte Insel. Umliegende Kommunen sind die beiden nördlich auf derselben Insel angrenzenden Orte Surfside und Bal Harbour sowie die Insel Indian Creek und Miami auf der anderen Seite der Meeresbucht. Der Meeresspiegel ist seit etwa 1920 um 23 cm gestiegen.

## Klima
Das Klima ist tropisch und damit ganzjährig warm. Statistisch regnet es in den Sommermonaten – wenn auch nur kurz – an durchschnittlich 40 Prozent der Tage. Die Tagestemperaturen bewegen sich von Mai bis Oktober bei durchschnittlich 31 °C. In den kältesten Monaten von Dezember bis Februar herrscht mit durchschnittlichen Tagestemperaturen von 24 °C angenehme Wärme. Im Sommer führt vor allem die hohe Luftfeuchtigkeit dazu, dass die gefühlten Temperaturen deutlich oberhalb der tatsächlichen Temperatur liegen.

## Geschichte

### Anfänge
Das erste auf der Insel errichtete Gebäude war ein vom United States Life-Saving Service (welcher später in die United States Coast Guard aufging) im Jahr 1876 gebautes Haus zur Aufnahme von Schiffbrüchigen auf Höhe der heutigen 72. Straße. In den 1880er-Jahren wurde von Ezra Osborn und Elnathan Field eine Kokosnuss-Plantage errichtet, die aber unwirtschaftlich war und bald aufgegeben werden musste. Einer der Investoren in dieses Projekt war der Unternehmer John S. Collins, der später mit dem Anbau von Avocados und Mangos jedoch mehr Erfolg hatte.
Mit dem Beginn des Eisenbahnzeitalters und der Stadtgründung Miamis im Jahre 1896 auf der anderen Seite der Biscayne Bay entwickelte sich gleichzeitig auch der Hafen, im Zuge dessen mit dem Bau des Government Cut im Jahr 1905, einer Kanalverbindung zwischen Ozean und Bay, die neu gebildete Insel Fisher Island im Süden von der Hauptinsel abgetrennt wurde.
Im frühen 20. Jahrhundert erkannten die Unternehmerfamilie Collins, die Lummus-Brüder (zwei Bankiers aus Miami) und der aus Indianapolis stammende Unternehmer Carl G. Fisher das Potential von Miami Beach als Touristenziel. Am 12. Juni 1913 wurde die Fährverbindung von Miami auf die Insel durch die 2,5 Meilen lange Collins Bridge ersetzt, die bei ihrer Eröffnung die längste Holzbrücke der Welt war. 1915 wurde mit dem Brown’s Hotel (112 Ocean Drive) ein erstes Hotel auf der Insel errichtet, welches auch heute noch existiert. Zu diesem Zeitpunkt bestanden immer noch weite Teile der Landmasse aus Mangrovensümpfen, deren Trockenlegung in den darauf folgenden Jahren eine langwierige Aufgabe war. 1926 wurde anstelle der Collins Bridge der Venetian Causeway erbaut, der über die 1920 künstlich angelegten Venetian Islands führt.

### Seit der Stadtgründung

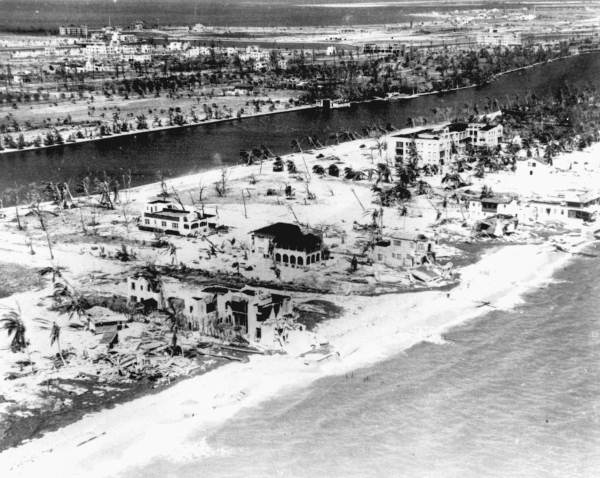
Verwüstungen im Jahr 1926

Die Stadt Miami Beach wurde am 26. März 1915 gegründet und 1917 offiziell als City ins Register eingetragen. Carl Fisher trieb in den 1920er-Jahren die Entwicklung der Stadt als Winterwohnsitz von reichen Industriellen aus dem Norden und Mittleren Westen der Vereinigten Staaten maßgeblich voran. Neben der Errichtung von fünf weiteren Hotels wurden auf seine Initiative das Inselufer auf der Westseite befestigt und mehrere künstliche Inseln in der Bay aufgeschüttet. Dazu zählen Star Island, Palm Island und Hibiscus Island, die Sunset Islands, die Normandy Isle sowie die meisten der Venetian Islands.
Der Miami-Hurrikan von 1926 setzte wie in ganz Südflorida der prosperierenden Entwicklung der Stadt ein abruptes Ende. In den 1930er-Jahren entwickelte sich der Ort wieder zu einem beliebten Ziel von Touristen. In dieser Zeit wurde von Investoren das bekannte Art-déco-Viertel errichtet. In den Jahrzehnten nach dem Zweiten Weltkrieg stieg die Einwohnerzahl von Miami Beach durch Zuzug aus dem Norden wie in der ganzen Region um das Vielfache. Hinzu kam eine große Anzahl an Exilkubanern nach der Kubanischen Revolution 1959.
Von 1959 bis 1971 fand in Miami Beach der Miss-Universe-Wettbewerb statt. 1964 wurde der erste historische Boxkampf zwischen Cassius Clay und Sonny Liston in Miami Beach ausgetragen. Im Jahr 1968 veranstalteten die Republikanische und im Jahr 1972 die Demokratische Partei ihre Nominierungsparteitage in Miami Beach, an denen die Präsidentschaftskandidaten Richard Nixon (1968/1972) und George McGovern (1972) nominiert wurden.
South Beach, der im Süden gelegene Teil von Miami Beach bis zur 23. Straße gehört heute zu den populärsten Gegenden der Stadt. Obwohl das Baden „oben ohne“ bei Frauen in den Vereinigten Staaten verboten ist, wird es hier offiziell toleriert. Die Fernsehserie Miami Vice trug maßgeblich zum hohen Bekanntheitsgrad von South Beach bei. Weitere bekannte Filme, die hier gedreht wurden, waren Scarface und The Birdcage.
Nach dem Platzen der Immobilienblase 2007 hat sich der Markt deutlich erholt. Für neue exklusive Eigentumswohnungen in Miami Beach werden Preise über zehn Millionen US-Dollar bezahlt. Auch die Zahl der Touristen stieg in den letzten Jahren auf neue Höchststände.
2015 wurde mit vielen Veranstaltungen 100 Jahre Miami Beach gefeiert.

### Religionen
In Miami Beach bestehen mit der Miami Beach Community Church und der St. John Baptist Cathedral zwei Kirchen (Stand: 2007).
In der Umgebung der 41. Straße besteht ein reges jüdisches Leben mit den entsprechenden Geschäften und Synagogen.
In Miami Beach befindet sich das Miami Beach Holocaust Memorial.

### Demographische Daten

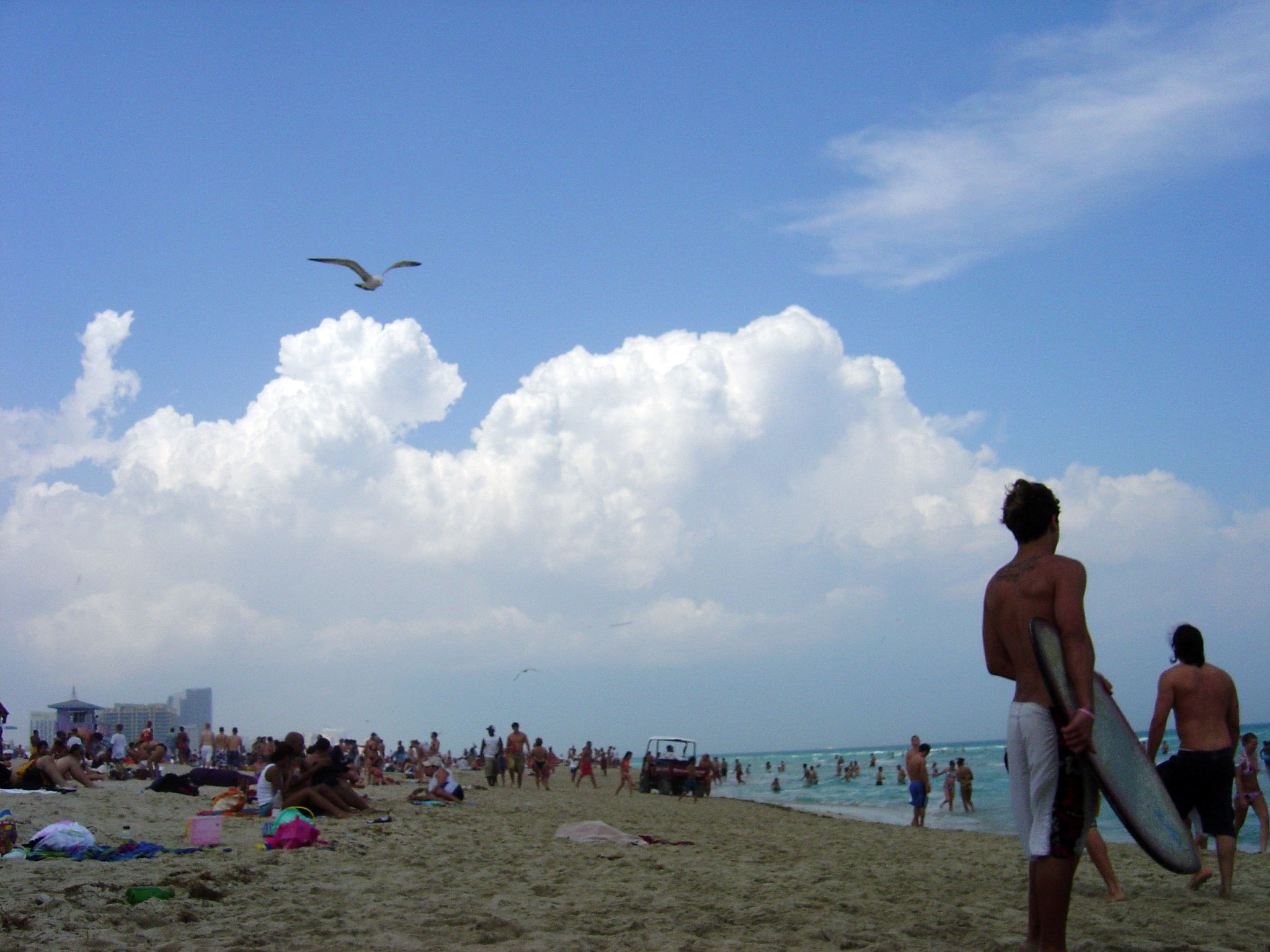
Strand in South Beach

Laut der Volkszählung 2010 verteilten sich die damaligen 87.779 Einwohner auf 67.499 Haushalte. Die Bevölkerungsdichte lag bei 4.823 Einwohnern pro Quadratkilometer. 87,4 Prozent der Bevölkerung bezeichneten sich als Weiße, 4,4 Prozent als Afroamerikaner, 0,3 Prozent als Indianer und 1,9 Prozent als Asian Americans. 3,5 Prozent gaben die Angehörigkeit zu einer anderen Ethnie und 2,7 Prozent zu mehreren Ethnien an. 53,0 Prozent der Bevölkerung bestand aus Hispanics oder Latinos.
Im Jahr 2010 lebten in 15,0 Prozent aller Haushalte Kinder unter 18 Jahren sowie 23,4 Prozent aller Haushalte Personen mit mindestens 65 Jahren. 38,9 Prozent der Haushalte waren Familienhaushalte (bestehend aus verheirateten Paaren mit oder ohne Nachkommen bzw. einem Elternteil mit Nachkomme). Die durchschnittliche statistische Größe eines Haushalts lag bei 1,84 Personen und die durchschnittliche statistische Familiengröße bei 2,70 Personen.
14,1 Prozent der Bevölkerung waren jünger als 20 Jahre, 35,3 Prozent waren 20 bis 39 Jahre alt, 29,2 Prozent waren 40 bis 59 Jahre alt und 21,3 Prozent waren mindestens 60 Jahre alt. Das mittlere Alter betrug 40 Jahre. 52,4 Prozent der Bevölkerung waren männlich und 47,6 Prozent weiblich.
Das durchschnittliche Jahreseinkommen lag bei 42.411 US-Dollar, dabei lebten 15,0 Prozent der Bevölkerung unter der Armutsgrenze.
Im Jahr 2000 war Englisch die Muttersprache von 32,75 Prozent der Bevölkerung, Spanisch sprachen 54,89 Prozent und 12,36 Prozent hatten eine andere Muttersprache.

## Politik

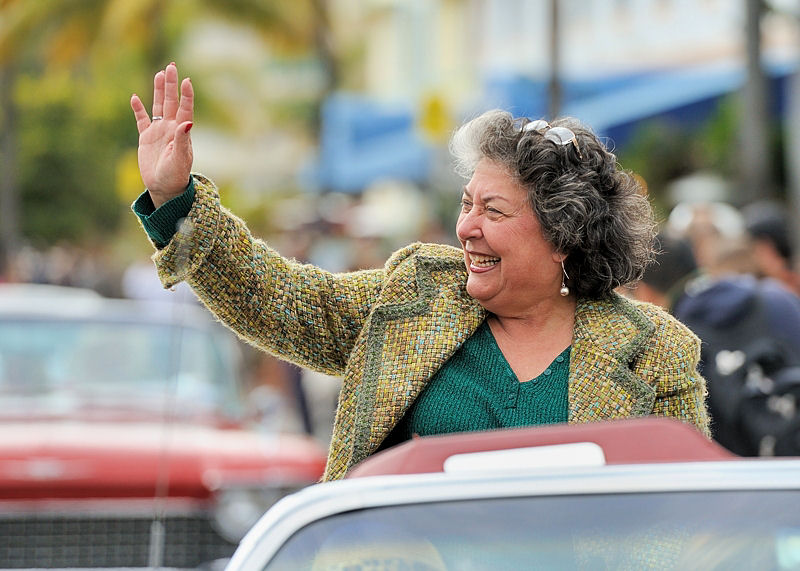
Ehemalige Bürgermeisterin Matti Herrera Bower

Die Stadt besitzt ein sogenanntes Council Manager Government. Dabei wird die Stadt von dem Bürgermeister und vier Mitgliedern des Stadtrats regiert. Die Amtszeit des Bürgermeisters beträgt zwei Jahre, dieser darf dabei maximal drei Amtszeiten am Stück das Amt innehaben. Die Mitglieder des Stadtrats werden für vier Jahre mit maximal zwei Amtszeiten gewählt. Von 2013 bis 2017 war der Bürgermeister Philip Levine. Er wurde nach zweijähriger Amtszeit 2015 für weitere zwei Jahre wiedergewählt. Themen im Wahlkampf waren die Verkehrssituation, Umbau des Convention Centers, Verbesserung von North Beach und die Anpassung an den steigenden Meeresspiegel. Der amtierende Bürgermeister ist Steven Meiner. Die Verwaltungsgeschäfte übernimmt ein Oberstadtdirektor, der von Stadtrat und Bürgermeister benannt wird.

### Städtepartnerschaften
Miami Beach unterhält folgende Städtepartnerschaften:
| - Almonte in Spanien - Marbella in Spanien - Pescara in Italien - Český Krumlov in Tschechien - Cozumel in Mexiko | - Ica in Peru - Santa Marta in Kolumbien - Naharija in Israel - Fujisawa in Japan - Basel in der Schweiz |

## Kultur und Sehenswürdigkeiten

### Art-déco-Viertel

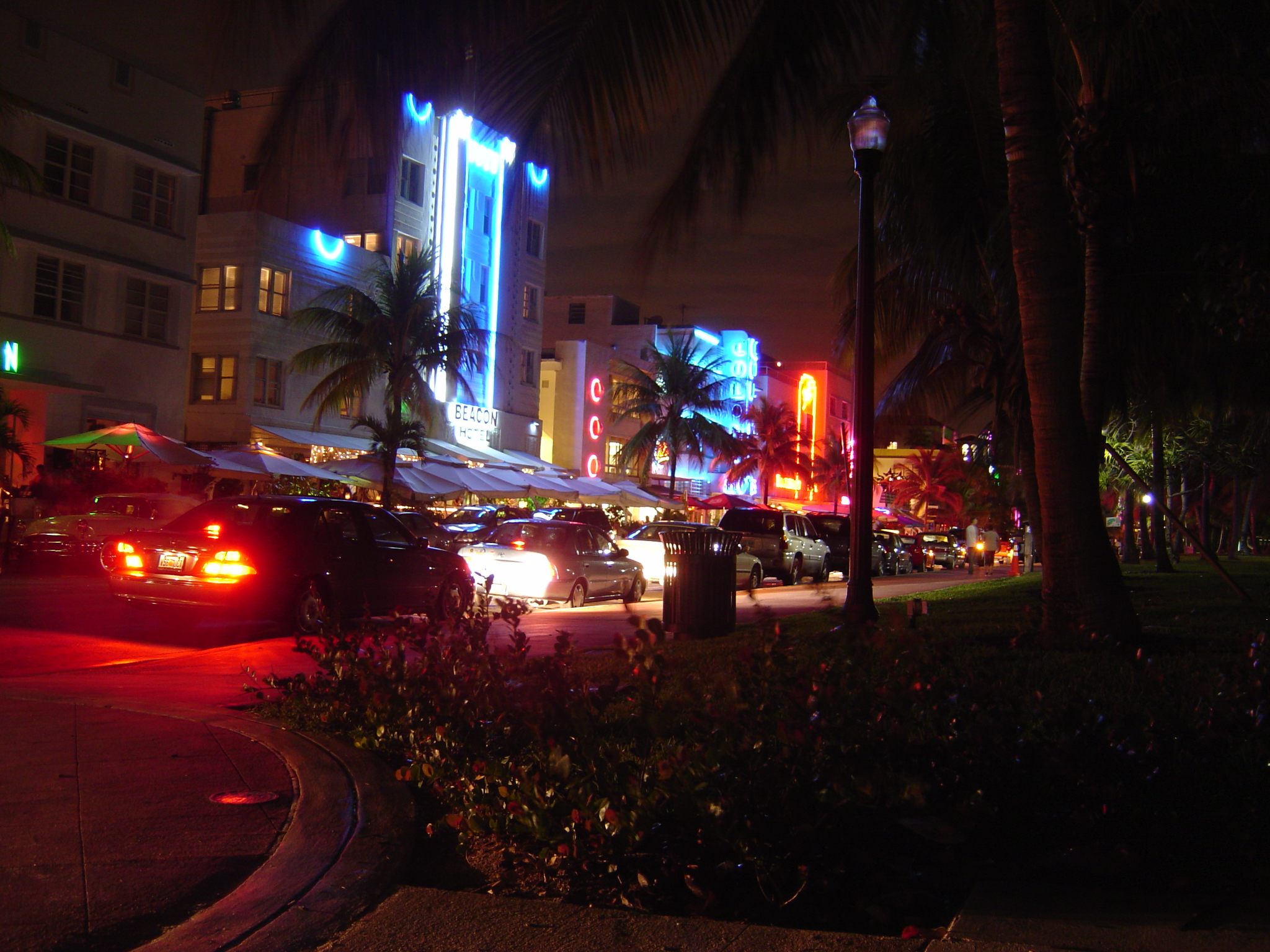
Das Art-déco-Viertel in South Beach

Im Art-déco-Viertel von Miami Beach ist – nach Napier (Neuseeland) – das größte zusammenhängende Gebiet von Häusern in diesem Baustil zu finden. Die meisten der Gebäude stammen aus den 1930er- und 1940er-Jahren. Sie wurden auf der südlichen Spitze von Miami Beach bis etwa zum Dade Boulevard im Norden errichtet und sollten zwischenzeitlich abgerissen werden. Durch Proteste von Bürgerinitiativen konnte dies verhindert werden. Diese einmaligen architektonischen Schmuckstücke befinden sich in einer etwa 2,5 Quadratkilometer großen Zone, die von der „Miami Design Preservation League“ und anderen Denkmalschützern eingerichtet wurde. Das Art-déco-Viertel wurde 1979 als Miami Beach Architectural District zum U.S. historic district erklärt. Das Gebiet liegt zwischen dem Atlantischen Ozean, der 5. Straße, der Alton Road und dem Collins Canal. Er umfasst 960 historische Bauten.
Der Ocean Drive, die Flaniermeile von Miami Beach, führt direkt durch das Art-déco-Viertel. Viele der Art-déco-Gebäude werden heute als Hotels genutzt. Auch außerhalb des Viertels befinden sich viele Art-déco-Gebäude.

### LGBT-Szene

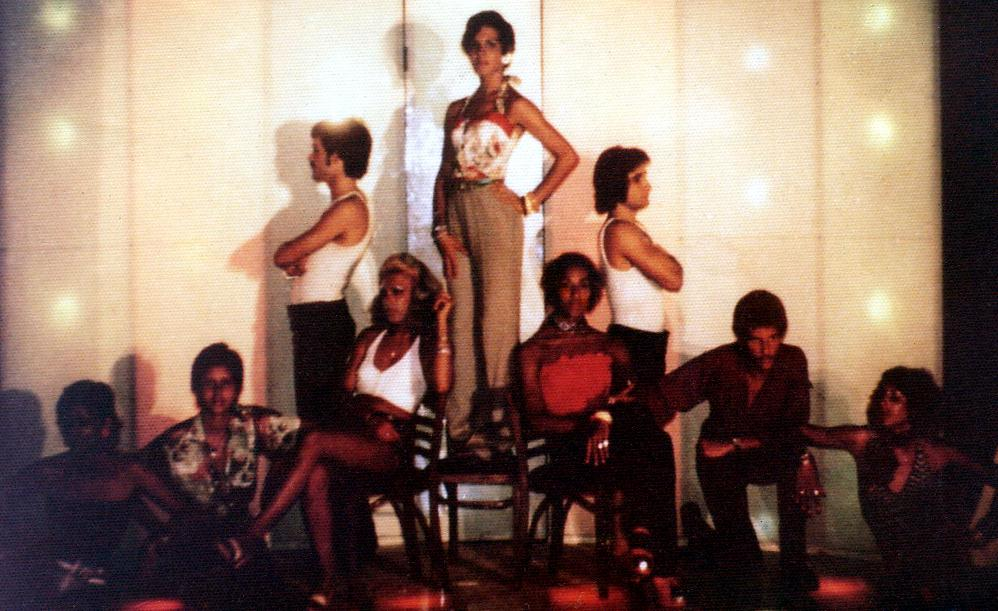
Das Musical Wild Side Story 1973 in Miami Beach mit kubanischen Amateuren aus der Drag-Szene

Die Region Miami galt bereits in den 1970er-Jahren als besonders attraktives Reiseziel für Schwule. Die Exil-Kubaner gelten in der zeitgenössischen schwulen Literatur als entscheidender Faktor, „die Folge sind [wegen der Exil-Kubaner] mehr schwule Orte denn je und ein heißeres Miami für schwule Männer“. Neben der allgemeinen Szene entstand eine spezifisch kubanische Subkultur mit eigenen „underground clubs“, die nur gelegentlich für die Stadt oder für Touristen sichtbar wurde. Ein Beispiel war das Camp-Travestie-Musical Wild Side Story von 1973, das in den lokalen Mainstream-Medien besprochen wurde. In den 1980er und 1990er Jahren entwickelte sich die ausgeprägte Schwulen- und Lesbenszene in Miami Beach weiter. Über die Szene wurde das Stadtbild in South Beach erneuert und neue Geschäfte gegründet. Verschiedene Persönlichkeiten der Szene engagieren sich darüber hinaus in der lokalen Politik.
In der Stadt gibt es einige Szenebars und -organisationen, außerdem finden hier verschiedene Veranstaltungen der Community statt. Durch den Amtsantritt der LGBT-freundlichen Bürgermeisterin Matti Bower wurde die Szene, die zuvor in den 2000er-Jahren einen kurzzeitigen Niedergang erfahren hatte, gestärkt. Schikanen seitens der Polizei störten zuvor zeitweilig das Bild einer für Homosexuelle aufgeschlossenen Stadt. Im Februar 2010 erklärte die American Civil Liberties Union, dass sie eine Klage gegen die Stadt aufgrund andauernder polizeilicher Repressionen anstrengen werde. Ihren Angaben zufolge sei die Polizei bekannt dafür, schwule Männer lediglich aufgrund ihres Aussehens einzusperren. Der Polizeichef der Stadt erklärte die Vorfälle zu Einzelfällen, versprach jedoch, sich für eine Verbesserung der Situation einzusetzen. Im Januar 2010 erließ die Stadt ein Gesetz, das den bereits zuvor vorhandenen Schutz der LGBT-Bevölkerung stärkte und die Lokalpolitik zu einer der fortschrittlichsten hinsichtlich Toleranz werden ließ.
Obwohl Miami Beach bereits seit den 1980er-Jahren ein Anziehungspunkt für Homosexuelle war, wurde erst im April 2009 erstmals eine Gay-Pride-Veranstaltung durchgeführt.

### Musik und Kunst

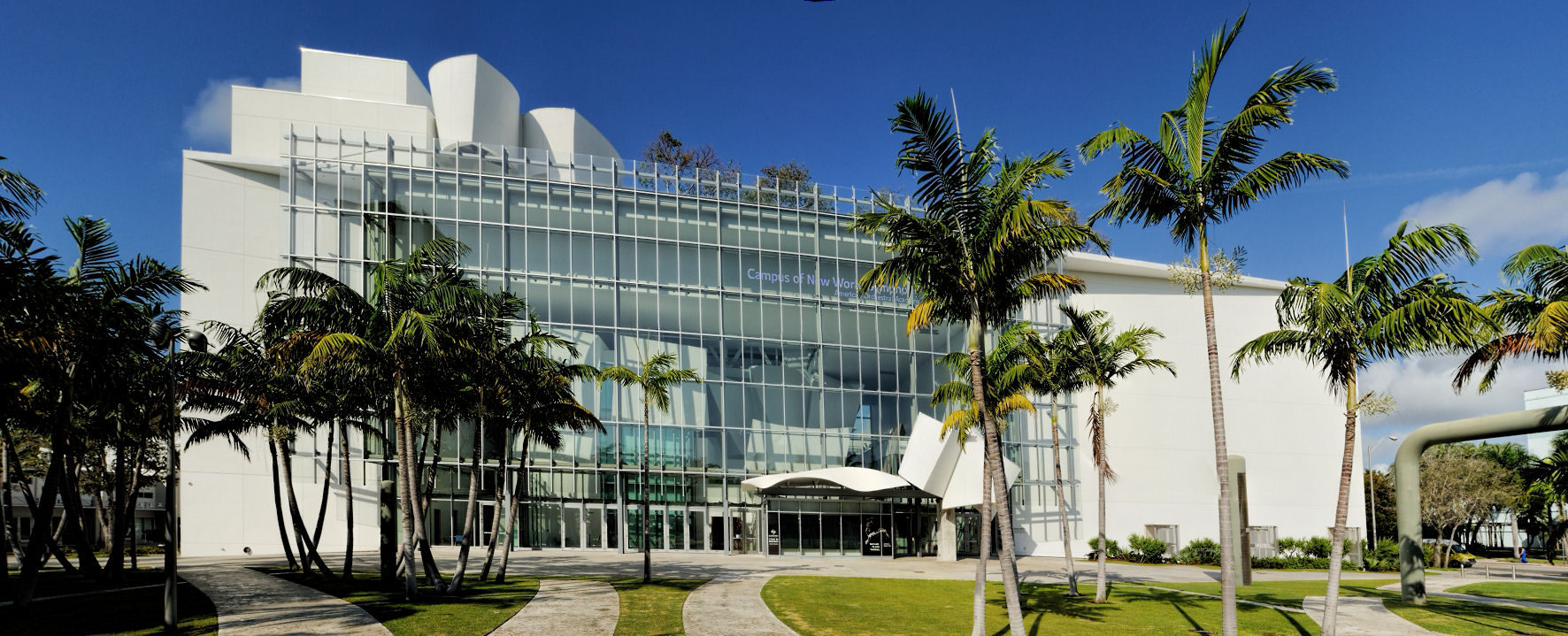
New World Center

Das New-World-Symphony-Orchester, dessen Leiter der Dirigent Michael Tilson Thomas ist, wurde 1987 in Miami Beach gegründet. Im Jahr 2011 zog es in das von Frank Gehry entworfene New World Center.
Im Dezember findet die bekannte Kunstausstellung Art Basel Miami Beach statt, die eine der größten der Vereinigten Staaten ist. Die Hauptveranstaltung wird jährlich im Art-déco-Viertel durchgeführt; außerdem finden über den Großraum Miami verteilt mehrere kleinere Aktionen statt. Außerdem besteht das seit 1974 jährlich stattfindende Miami Beach Festival of the Arts sowie das Multimedia-Kunstfestival Sleepless Night. Das World Erotic Art Museum Miami ist ein internationales Kunstmuseum für erotische Kunst in Miami Beach.

### Bauwerke

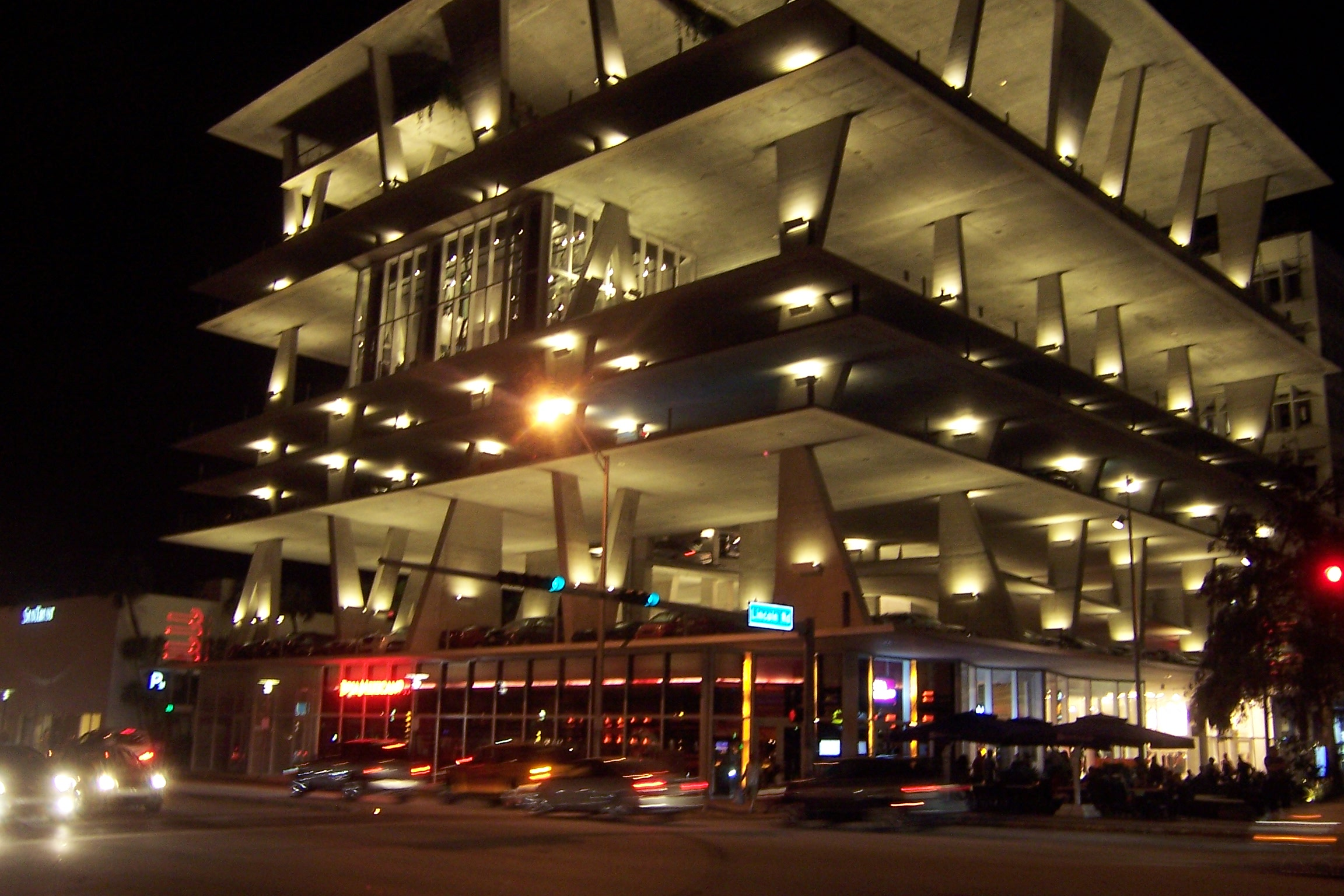
1111 Lincoln Road

Folgende Objekte sind im National Register of Historic Places gelistet:
| - Beth Jacob Social Hall and Congregation - Cadillac Hotel - Collins Waterfront Architectural District - Fontainebleau Hotel - Lincoln Road Mall | - Miami Beach Architectural District - Normandy Isles Historic District - North Shore Historic District - Ocean Spray Hotel - Venetian Causeway |

2010 wurde das Parkhaus mit der Adresse 1111 Lincoln Road eröffnet, das vom renommierten Schweizer Architekturbüro Herzog & de Meuron entworfen wurde.

### Parks und Sportmöglichkeiten
Es gibt ein breites Angebot von verschiedenen Stadtparks sowie mehrere sportliche Einrichtungen sowie Spielwiesen und Möglichkeiten zum Camping. An Sportmöglichkeiten werden Volleyball, Inlinern, Tennis, Softball, Baseball, Football, Basketball, Fußball, Golfen und Schwimmen angeboten. Im März 2011 hat Miami Beach als eine der wenigen Städte der Vereinigten Staaten einen öffentlichen Radverleih ins Leben gerufen. Die sogenannten Deco-Bikes stehen an vielen Orten verteilt im Art-déco-Viertel.

### Regelmäßige Veranstaltungen
- Art Basel Miami Beach
- Gay Pride Miami Beach
- Miami Beach Festival of the Arts
- Sleepless Nights
- Art-Deco Weekend (jährlich im Januar)
- Miami International Boat Show
- Miami Music Week und Winter Music Conference

## Wirtschaft und Infrastruktur
Die hauptsächlichen Beschäftigungszweige sind:
- Ausbildung, Gesundheit und Soziales (14,7 %)
- Handel und Einzelhandel (10,5 %)
- Zukunftstechnologien, Management und Verwaltung (14,2 %)
- Kunst, Unterhaltung, Nahrungsmittel und Restaurants (19,7 %)

### Verkehr

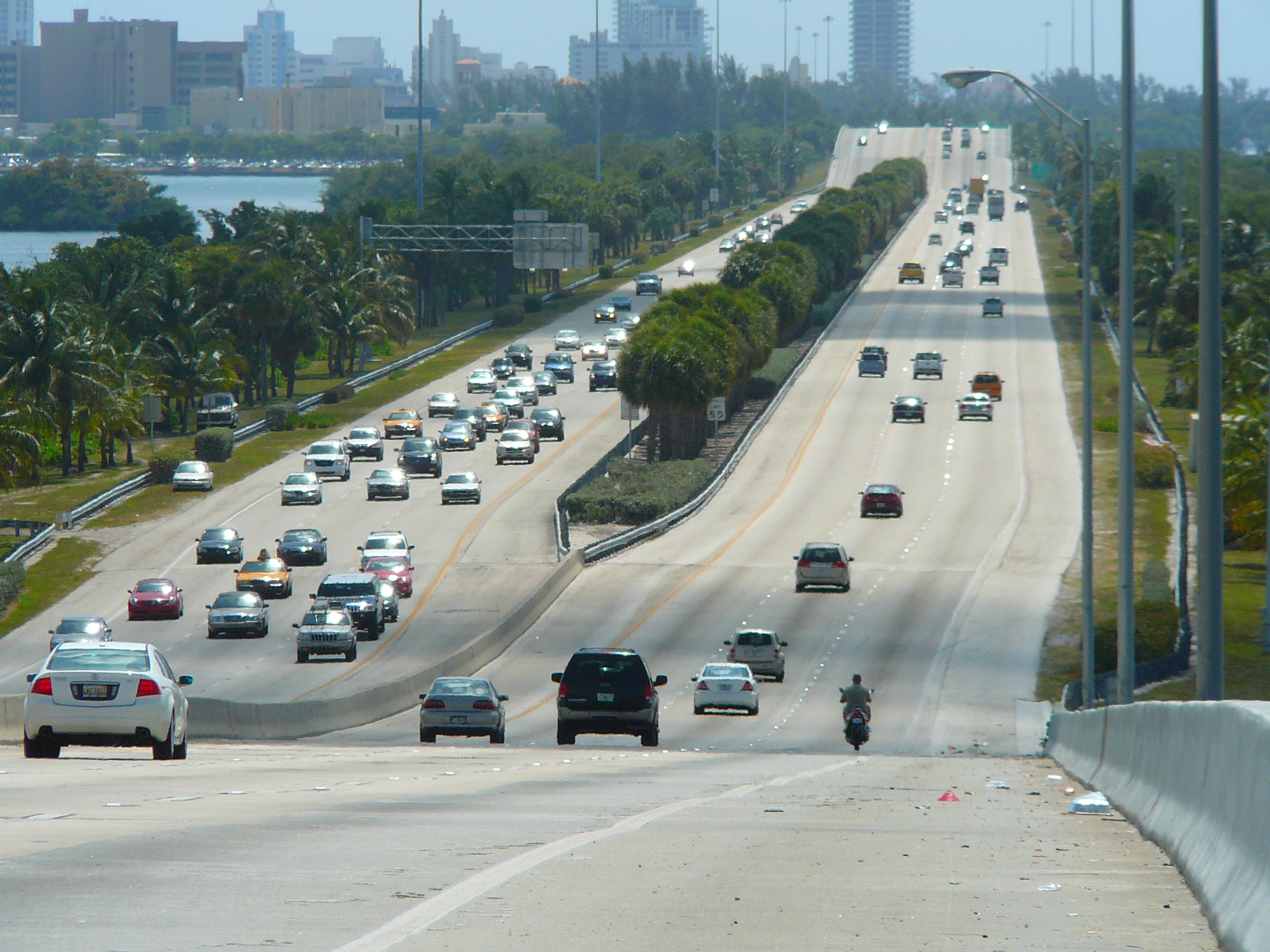
Interstate 195 (Julia Tuttle Causeway) nach Miami Beach

Miami Beach ist über vier Querungen der Biscayne Bay mit dem Festland verbunden. Sie verlaufen in Höhe der 5. (MacArthur Causeway), 17. (Venetian Causeway), 41. (Julia Tuttle Causeway, SR 112) und 71. (John F. Kennedy Causeway) Straße. Innerhalb des Stadtgebiets verläuft die Florida State Road 907. Der Miami International Airport befindet sich etwa 20 km westlich der Stadt. Miami Beach ist im Busnetz der Miami-Dade Transit eingebunden.

### Öffentliche Einrichtungen
- Mount Sinai Medical Center (eines der größten Krankenhäuser im Miami-Dade County)
- Drei öffentliche Bibliotheken (größte an der 22nd Street und Collins Avenue)
- Jewish Museum of Florida

### Bildung
Folgende Schulen gibt es in Miami Beach:
- Biscayne Elementary School, ca. 1150 Schüler
- North Beach Elementary School, ca. 1150 Schüler
- Treasure Island Elementary School, ca. 1100 Schüler
- Fienberg-Fisher Elementary School, ca. 800 Schüler
- Miami Beach Senior High School, ca. 2600 Schüler
- South Pointe Elementary
- Nautilus Middle School

Die Florida International University besitzt einen Campus in Miami Beach.

## Kriminalität
Die Kriminalitätsrate lag im Jahr 2010 mit 616 Punkten (US-Durchschnitt: 266 Punkte) im hohen Bereich. Es gab acht Morde, 39 Vergewaltigungen, 352 Raubüberfälle, 465 Körperverletzungen, 1192 Einbrüche, 6957 Diebstähle, 594 Autodiebstähle und neun Brandstiftungen.

## Persönlichkeiten
| In Miami Beach geboren: - Gerald Moss (1936–2008), Tennisspieler - Martin Greenberg (1941–2011), Anthologe und Schriftsteller - Everett McGill (* 1945), Schauspieler - David Chesky (* 1956), Jazz- und Latin-Pianist, Arrangeur, Komponist und Produzent - Joe Garcia (* 1963), Politiker - Cheryl Hines (* 1965), Schauspielerin und Regisseurin - Julie Davis (* 1969), Regisseurin, Drehbuchautorin, Schauspielerin, Filmproduzentin und -editorin - Joel Kaye (1940–2022), Jazzmusiker und Bigband-Leader - Timothy Greenfield-Sanders (* 1952), Fotograf und Dokumentarfilmer - Mitchel S. Berger (* 1953), Neurochirurg und Hochschullehrer - Brett Ratner (* 1969), Filmregisseur und Filmproduzent - Tracy Middendorf (* 1970), Film- und Theaterschauspielerin - Gina Philips (* 1970), Schauspielerin und Filmproduzentin - Laila Ali (* 1977), Boxerin - Noah Schwartz (* 1983), Pokerspieler - Riley Reid (* 1991), Pornodarstellerin | Bekannte Einwohner: - John S. Collins (1837–1928), Gründer von Miami Beach - Carl Graham Fisher (1874–1939), Unternehmer - Norman Joseph Woodland (1921–2012), Erfinder des Strichcodes - Barry Gibb (* 1946), Musiker und Sänger - Gianni Versace (1946–1997), italienischer Modeschöpfer - Maurice Gibb (1949–2003), Sänger der Bee Gees - Gloria Estefan (* 1957), US-amerikanisch-kubanische Sängerin und Schauspielerin - Billy Bean (1964–2024), Baseballspieler - Uli Herzner (* 1971), deutsche Modedesignerin - Nathalia Ramos (* 1992), spanische Schauspielerin |